# Аламозит
Аламозит (Pb12Si12O36) — безбарвний силікатний мінерал, названий на честь місця, де він був виявлений — Аламос, Сонора, Мексика. Це рідкісний вторинний мінерал, що зустрічається в окиснених зонах багатих свинцем родовищ.
Асоціюється із ледгіллітом (чорний мінерал на зображенні у картці).